# Radisav Stanojlović
Radisav Stanojlović, srbski general, * 14. februar 1873, † 27. avgust 1931.
Med letoma 1923 in 1931 je bil poveljnik Jugoslovanskega kraljevega vojnega letalstva.